# Монтаж (техніка)

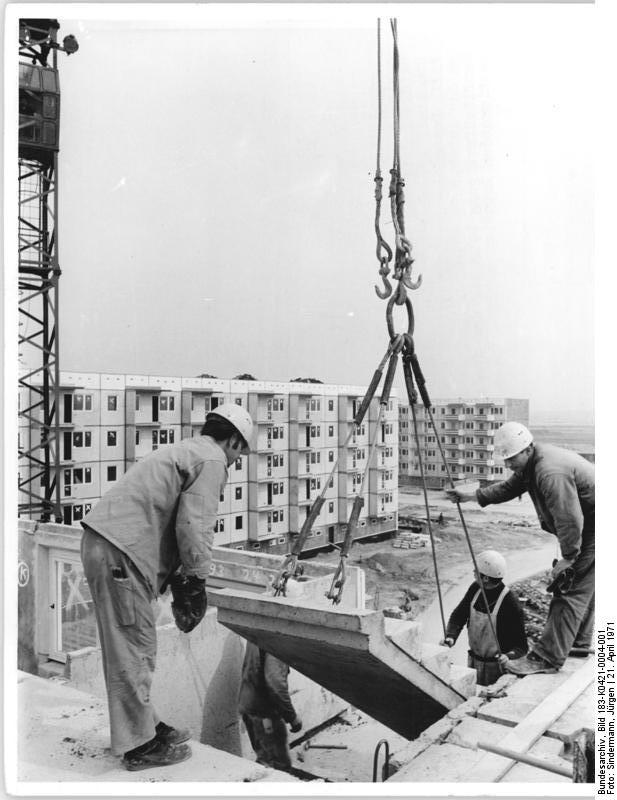
Такелажні роботи

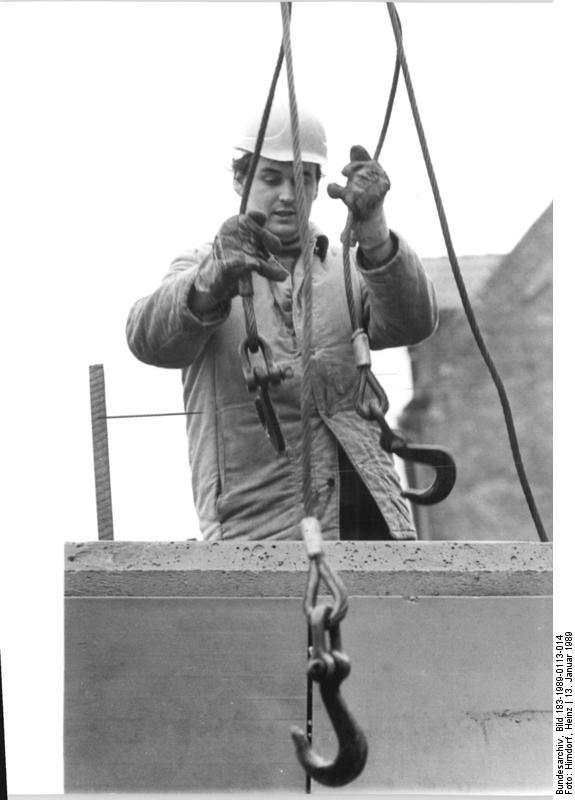

Монта́́ж (фр. montage) — комплекс робіт, що виконуються на місці експлуатації машини, з її складання, встановлення в робоче (проектне) положення, налагодження та здачу в експлуатацію.

## Загальний опис
За ДСТУ: Монтаж — встановлення виробу чи його складових частин на місці застосування. Також до терміна відносять — складання та встановлювання різних машин, конструкцій, споруд за певними планами й кресленнями.
Основною конструкторською документацією на основі якої проводять монтажні роботи є монтажний кресленик.

### Постановка завдання
Лише окремі види ПТМ з відносно малими розмірами і компактною конструкцією (ручні та електричні талі, електро- і автонавантажувачі, стрілові самохідні крани, пересувні стрічкові та скребкові конвеєри тощо) прибувають на робоче місце в зібраному вигляді, і ввід їх в експлуатацію не вимагає виконання монтажних робіт. Однак багато ПТМ мають велику масу і розміри і за умовами перевезення їх постачають із заводу-виробника в розібраному вигляді, причому деякі з них збирають на робочому місці вперше і для введення їх в експлуатацію необхідно проведення складного комплексу монтажних робіт.
Обсяг і зміст робіт по монтажу ПТМ залежать від конкретних умов їх проведення, які різноманітні внаслідок відмінностей конструкцій самих машин та умов їх застосування. В одних випадках основними за обсягом є роботи з організаційно-технічної підготовки та встановлення вантажопідіймального і транспортного устаткування, в інших — роботи зі збирання і налагодження складальних одиниць машини або такелажними роботи (пов'язані з підйомом і переміщенням обладнання).

## Монтажна документація
Містить інформацію про:
- монтажну характеристику обладнання (конструкція монтажних (приєднувальних) стиків, технічні вимоги до монтажу, місця розміщення баз для встановлення інструменту при монтажних вимірюваннях, вимоги до вимірювального інструменту при монтажі, вимоги до послідовності монтажного складання тощо);

- монтажну характеристику частин обладнання при транспортуванні (габарити, маса, місцеположенні центру мас, місця стропування);

- вимоги до фундаментів під обладнання тощо.

Тобто в монтажній документації повинна бути надана вся необхідна інформація для виконання технічно-правильного монтажу обладнання: доставки на експлуатаційний об'єкт, вантажно-розвантажувальних робіт та безпосередньо монтажу.

### Електрика
- Електромонтер
- Електромонтажні роботи

### Електроніка
- Поверхневий монтаж
- Наскрізний монтаж
- Двосторонній монтаж
- Монтаж накруткою